# 한문화외교사절단
한문화외교사절단(Korean Culture Diplomatic Mission)은 사단법인 한문화진흥협회 산하에 있는 의전·통역 전문 기관으로서 외국사절단(대통령, 총리, 장관)이 한국을 방문할 경우 또는 주한외교사절단이 참여하는 국내 행사에서 국제 수준의 의전·통역을 제공하고 있다.
정부 또는 지자체에서 주한외교사절단 또는 해외 VIP를 초대할 수는 있어도 국제 규격의 의전을 모르기 때문에 결례를 하여 국가 이미지를 실추시키는 경우가 많이 있다. 이에 한문화진흥협회는 한문화외교사절단을 육성하여 국제 규격의 의전·통역이 필수가 된 글로벌 시대에 협회에서 주관하는 모든 행사의 의전·통역을 전담하여 국제 행사의 수준을 높이고 나아가 대한민국 국격 제고에 기여하고 있다.